# Соборная школа (Берген)
Соборная (кафедральная) школа Бергенa (норв. Bergen Katedralskole, лат. Scholae Bergensis Cathedralis) — старшая школа в Бергене, Норвегия. Она расположена рядом с церковью Domkirke и в настоящее время в ней учатся около 400 человек.

## История школы
Точная дата основания школы неизвестна. Изначально она предназначалась для обучения священников и до 1806 года была привязана к церкви.
На своё нынешнее местоположение школа переехала в 1840 году. Первоначальное здание используется до сих пор и в нём находится администрация школы и несколько классов. Там также имеется библиотека. В 1869 году были построены 2 спортивных зала.
Следующее обновление было сделано лишь в 1957 году. Ещё одно здание с классами, лабораториями и столовой было построено в 1992 г. До 1896 года школа была независимой, но поддерживалась государством. В 1972 году она стала обычной старшей школой и была передана в управление округу Хурдалан (норвежский: Hordaland)

## Обучение
Кафедральная школа имеет высокий статус в Бергене и считается одной из лучших государственных школ в Норвегии, что даёт право причислять её к элите. Школа открыта для всех, независимо от национальности, религии и возраста, но для лиц старше 22 лет предусмотрено отдельное обучение.
Это также единственная школа в Бергене, которая имеет Международный Бакалавриат, но стоимость обучение на нём составляет порядка 7 000 норвежских крон в год.

## Известные выпускники и преподаватели
- Бейер, Абсалон Педерсен
- Булль, Уле
- Вааге, Петер
- Валь, Мартин
- Вельхавн, Юхан Себастьян
- Вергеланн, Николай
- Григ, Нурдаль
- Даа, Людвиг Кристенсон
- Дасс, Петтер
- Ингстад, Хельге Маркус
- Конов, Воллерт
- Кристи, Вильгельм
- Лассен, Кристиан
- Ли, Юнас
- Линдстрём, Мерете
- Микельсен, Кристиан
- Мон, Хенрик
- Мьёс, Оле Данбольт
- Сарс, Микаэль
- Сарс, Эрнст
- Северуд, Харальд
- Станг, Фредерик
- Столесен, Гуннар
- Хансен, Герхард
- Хольберг, Людвиг
- Хустведт, Сири
- Эверланн, Арнульф